# Bleach (manga)
Bleach (ブリーチ Burīchi?, latiniseras med versaler i Japan) är en japansk manga och anime. Mangan hade sin debut i augusti 2001 i japanska Weekly Shōnen Jump. Animen hade premiär i Japan i oktober 2004. År 2005 vann Bleach Shogakukan-priset för bästa shounen-mangan.

## Handling
Serien handlar om 15-årige (16-17 senare i serien) Ichigo Kurosaki som så länge han kan minnas har kunnat se döda människors andar. En dag möter han Rukia Kuchiki som är en dödsängel ("Shinigami", dödsgud i den japanska versionen), en sorts ande som finns till för att skydda spöken mot de så kallade ihåliga (Hollows), samt skicka andar till livet efter detta, Själariket ("Soul Society"). Rukia blir nästan dödad när hon räddar Ichigos familj från en ihålig och sedan ger honom hennes krafter för att hjälpa henne medan hon återfår sina krafter. Hon tänkte bara ge Ichigo hälften av sina krafter, men Ichigo råkade ta nästan all energi hon hade. Rukia stannade i de levandes värld längre än vad som är tillåten av Själariket, så två dödsänglar vid namn Byakuya Kuchiki (Rukias adoptivbror) och Renji Abarai kommer för att hämta henne. Ichigo försöker stoppa dem, men de lyckas radera hans Shinigami-krafter och dödar honom nästan. Rukias döms till avrättning, men Ichigo ger inte upp. Han tränar sig för att bli en stark dödsängel med hjälp av Kisuke Urahara för att sen ta sig till själariket och rädda Rukia. Ichigo och några elever från hans klass, som fått speciella krafter av Ichigos enorma andliga energi som läckt ut, går in i Själariket för att rädda Rukia från dödsdomen.

## Långfilmer
Det finns fyra Bleach-långfilmer. Den första, Memories of Nobody, hade premiär i december 2006 i Japan, året därpå kom uppföljaren The Diamond Dust Rebellion. Bägge filmerna har fristående handlingar som inte är baserade på mangan. Den tredje filmen, med undertiteln Fade to Black, I Call Your Name, hade premiär i Japan den 13 december 2008 och släpptes på dvd den 30 september 2009. Den fjärde Bleach-långfilmen heter The Hell Verse och hade premiär i slutet av 2010 i Japan.

## Huvudpersoner
- Kurosaki Ichigo är en 15 år gammal vanlig människa som alltid har haft gåvan att kunna se spöken. Han bor tillsammans med sin pappa Isshin Kurosaki som är läkare och med sina två systrar Yuzu och Karin som är tvillingar.
- Kuchiki Rukia kom till den riktiga världen med uppdrag att döda en ihålig, då hon möter Ichigo men blir skadad när hon skyddar honom i striden mot den Ihåliga.
- Inoue Orihime är en tjej som går i samma klass som Ichigo.
- Sado "Chad" Yasutora går i samma klass som Ichigo.
- Ishida Uryuu är den sista personen kvar inom blodslinjen Quincy ("utrotningsmästare" på svenska) som näst intill dog ut för mer än 200 år innan seriens start.
- Abarai Renji är Rukias vän sedan de var små.
- Kon ("Diffi" på svenska) är en modifierad själ som Ichigo åt för att komma ut ur sin kropp när han skulle iväg för att döda Hollows.
- Kurosaki Isshin är Ichigos pappa och senare i serien avslöjades det att han också var en Shinigami.

## Viktiga sidofigurer

### Urahara Kisuke
Urahara Kisuke är en före detta kapten i Gotei 13 som senare blev satt i exil, oskyldigt dömd för att ha utfört "Hollowfocation" på dåvarande löjtnanter och kaptener. Därför bor han numera i Karakura Town, där han äger en godisbutik. Urahara har genom serien hjälpt huvudpersonerna med många olika saker, till exempel har han hjälpt Ichigo att finna sina egna shinigami-krafter. Urahara uppfann Hougyoku, ett föremål som är utvecklat för att tänja på gränserna hos en shinigamis krafter.

### Shihōin Yoruichi
Yoruichi kan ta formen av en katt och är nära vän med Urahara Kisuke, de båda kommer egentligen från Soul Society. När hon var yngre var hon en högt uppsatt person med många livvakter, bland annat Soi Fon, som tar över hennes plats som kapten för andra divisionen och den så kallade "säkerhetspolisen" (Covert Ops) i Soul Society.

### Hitsugaya Tōshiro
Toshiro Hitsugaya är den yngsta av alla kaptener och den yngsta personen som någonsin fått rangen kapten. Hans bästa vän är Hinamori Momo som han har känt sedan barndomen. Toshiro spelar även en stor roll i den andra Bleach-filmen The Diamond Dust Rebellion.

### Matsumoto Rangiku
Matsumoto Rangiku är vicekapten i 10:e divisionen, under Hitsugaya Toushirou.

## Skurkar i huvudstoryn

### Aizen Sōsuke
Aizen är en före detta shinigamikapten. När han tjänade Soul Society så var han kapten för den 5:e divisionen, och löjtnanten i samma division var Hinamori Momo, som avgudade honom. Aizen har konspirerat mot Soul Society ända sedan Urahara Kisuke var kapten, vilket var 100 år bakåt i tiden. Efter att han förrådde Soul Society åkte han till Hueco Mundo, där han skapade en armé bestående av Arrancars.

### Ichimaru "Elte" Gin
Ichimaru Gin var kapten för tredje divisionen. Hans löjtnant var Izuru Kira. Innan han blev kapten var han vicekapten under Aizen. Han och Aizen förråder Soul Society och beger sig till Hueco Mundo, Hollows värld. Han och Rangiku har känt varandra sedan de var små men även om de känt varandra längst så förstår sig inte Rangiku på Ichimarus sätt att agera.

### Tōsen Kaname
Tōsen är en blind före detta shinigami-kapten (nionde divisionen), som har valt att följa Aizen på samma sätt som Ichimaru. Hans löjtnant var Hisagi Shūhei. Trots att han inte kan se kan han alltid känna av var någon befinner sig på grund av deras andliga energi. Tosen hävdar att han ständigt följer rättvisans väg, som enligt honom själv är den väg som kantas av minst blod. Detta är dock falskt och det uppdagas senare att han egentligen drivs av att hämnas en död vän.

### Espada
Alla Espada (svärd på spanska, 十刃 - "tio klingor" på japanska) återspeglar ett sätt att dö på. Varje Espada har befäl över en egen skara arrancars som kallas för fraccion. Espada är Aizens elitarmé och består av 10 stycken oerhört starka Espadas och flera andra arrancars.
En arrancar är egentligen en Hollow som har tagit bort delar av sin mask och tagit till stor del mänsklig form.

### Coyote Starrk
Den (näst) starkaste av alla Aizens Arrancars. Coyote Starrk är den lataste av alla Espadas. Hans enda fracción är en liten Arrancar vid namn Lilinette och som senare visar sig vara en del av Starrk. Han återspeglar "ensamhet". Hans Zanpakuto heter Los Lobos (vargarna), och dess befrielsekommando är "Sparka runt". Han kan vara en av de få ihåliga som kan ha fått sin arrancar-form utan Aizens hjälp. Anledningen att han är Espada nummer 1 är att Aizen (trodde) tror på honom. Han besegrades av kapten Shunsui Kyōraku.

### Barragan Luisenbarn
Han återspeglar "ålderdom". Hans Zanpakuto heter Arogante (arrogant), och dess befrielsekommando är "Ruttna". Innan Aizen kom var han kung av Hueco mundo. Han har flest fracción, sex stycken, som heter Avirama Redder, Findor Carias, Charlotte Coolhorn, Pow, Ggio Vega och Nilferter. Besegrades av Kapten SoiFon och vizarden Hachigen Ushōda.

### Tia Harribel
Hon är den enda kvinnliga Espada, och är till skillnad från andra Espada lugn och seriös. Hon återspeglar "offer". Hennes Zanpakuto heter Tiburón (haj), och dess befrielsekommando är "Förstör". Hon har tre fraccion vid namn Apache, Mila-rose och Sun-sun. Hon troddes först ha dödats av Aizen, men det har senare i serien avslöjats att hon fortfarande lever.

### Ulquiorra Shiffer
Det som skiljer honom från de andra Espada är att han har regenererande förmågor. Även om kroppen blir förstörd kan han få allt utom han hjärna och organ att växa ut igen. Hans zanpakuto heter Murciélago (Fladdermus), och dess befrielsekommando är "Omslut". Han återspeglar "nihilism". Hans frigörelse har en annan form, Segunda Etapa (Andra etappen) som han kallar "sann förtvivlan." Besegrades av Ichigo i en okontrollerad Hollowform. 

### Nnoitra Jiruga
Espadan med största zanpakutōn. Innan han var femte Espadan var han den åttonde. Han är enögd, då hans ihålig-hål befinner sig där hans vänstra öga var. Hans zanpakutō heter Santa Teresa (bönsyrsa) och dess befrielsekommando är "Be". Har en fraccion vid namn Tesla. Likt Grimmjow avskyr han när folk ser ner på honom. Han återspeglar "förtvivlan". Besegrades av kapten Zaraki Kenpachi.

### Grimmjow Jeagerjaques
Den espada som avskyr Ichigo och alla som ser ner på honom. Han är känd för att vara hård, självisk, mord lysten och respektlös, även mot Aizen. Hans zanpakutō heter Pantera (panter) och dess befrielsekommando är "Gnid". När han var en ihålig var han en Adjuchas Menos, med formen som en panter. Han återspeglar "förintelse". Blev besegrad av Ichigo.

### Zommari Leroux
Han kan röra sig snabbare än någon annan espada. Han rör sig så snabbt att han kan skapa upp till fem kloner av sig själv. Hans zanpakuto heter Brujeria (häxkonst), och dess befrielsekommando är "Förtryck". Återspeglar "förgiftning". Besegrades av Kapten Kuchiki Byakuya.

### Szayel Aporro Granz
Är den kaxigaste epadan. Han studerar sina motståndare i förväg så att han kan förbereda motstrategier. Har flera fraccion som han äter upp för att läka sår. Hans zanpakuto heter Fornicáras (ordagrant, "Du kommer att kopulera"), och dess befrielsekommando är "Läppja". Han återspeglar "vansinne". Besegrades av Kapten Mayuri Kurotsuchi.

### Aaroneiro Arrurueire
Är den enda espada som var vanlig Gillian när han blev Arrancar. Han kan kopiera förmågan hos fiender han har absorberat. Hans zanpakuto heter Glotoneria (frosseri), och dess befrielsekommando är "Förtär". Han återspeglar "girighet" Besegrades av Kuchiki Rukia.

### Yammy Rielago
Tros vara den svagaste espadan, men när han frigör sin sanna kraft avslöjas hans verkliga nummer: 0. Hans zanpakuto heter Ira (ilska), och dess befrielsekommando är "Bli uppretad". Han återspeglar "ilska". Hans frigörelse har en andra form som han uppnår när han når en viss nivå av ilska, därav namnet på sin zanpakuto.

## Platser i serien
- Riktiga världen/Karakura Town:

"Den riktiga världen", där människor lever men också dit Hollow kommer för att äta kvarblivna själar som inte kan, eller inte har hunnit gå vidare.
- Soul Society:

Soul Society är världen där alla själar lever i, så fort en människa har dött så kommer hans/hennes själ hit, till Soul Society. Soul Society är indelad i två olika delar, Rukongai och Seritei.
- Hueco Mundo:

Hueco Mundo är världen som Hollow lever och skapas i. Det är en enda stor öken där det aldrig blir dag, med vit sand och enstaka vita träd. Under öknen finns också en stor skog där olika former av Hollow lever.